# In Living Color
In Living Color és una sèrie de televisió de comèdia americana que es va emetre originalment a Fox del 15 d'abril de 1990 al 19 de maig de 1994, creada, escrita i protagonitzada per Keenen Ivory Wayans. El programa va ser produït per Ivory Way Productions en associació amb 20th Television i es va gravar a l'etapa 7 al Fox Television Center de Sunset Boulevard a Hollywood, Califòrnia.